# Prepárate (álbum de Obús)
Prepárate es el título del primer álbum de estudio de la banda de heavy metal española Obús, publicado por Chapa Discos en 1981.

## Producción y detalles
En mayo de 1981, Obús, una banda de reciente creación, ganaba la III edición del "Festival de Rock Villa de Madrid", hecho que abrió a la banda, las puertas de Chapa Discos, el sello dirigido por Mariscal Romero, con quien publicaron Prepárate, su álbum debut. 
La grabación se realizó en los estudios Escorpio de Madrid en julio de 1981, contando con la producción de Tino Casal y Luis Soler y con los arreglos de Luis Cobos.
El álbum se presentó con un concierto el 6 de noviembre de 1981, en el Pabellón Deportivo del Real Madrid. El éxito de ventas fue casi inmediato y la banda se embarcó en una extensa gira. El 9 de enero de 1982, el tema "Va a Estallar el Obús", hizo historia al convertirse en el primer sencillo de heavy metal en alcanzar el número 1 de la lista de 40 principales.

## Lista de canciones
| N.º | Título                                               | Duración |  |
| 1.  | «Va a Estallar el Obús» (J.L Serrano)                | 7ː22     |  |
| 2.  | «Cállate» (F. Laguna, J.L. Serrano)                  | 3:10     |  |
| 3.  | «La Escalera» (F. Laguna, J.L. Serrano)              | 3:12     |  |
| 4.  | «Dosis de Heavy Metal» (F. Laguna, J.L. Serrano)     | 3:48     |  |
| 5.  | «Petrodólares» (F. Sánchez)                          | 4ː34     |  |
| 6.  | «Pesadilla Nuclear» (F. Laguna, J.L. Serrano)        | 4ː26     |  |
| 7.  | «Préstame Amigo Tu Cabeza» (F. Laguna, J.L. Serrano) | 4ː00     |  |
| 8.  | «Solo lo Hago en Mi Moto» (F. Sánchez, J.L. Serrano) | 4ː45     |  |

## Personal
Obús
- Fructuoso "Fortu" Sánchez - voz
- Juan Luis Serrano - bajo eléctrico y coros
- Paco Laguna - guitarra eléctrica y coros
- Fernando Sánchez - batería y coros

Otros
- Arreglos – Tino Casal, Obús
- Diseño – Manuel Cuevas
- Productor - Tino Casal, Luis Soler
- Fotografía - Oscar Vallina
- Efectos de sonido - Luis Cobos
- Asistente de sonido - Tony Jiménez